# Jerikklumpen

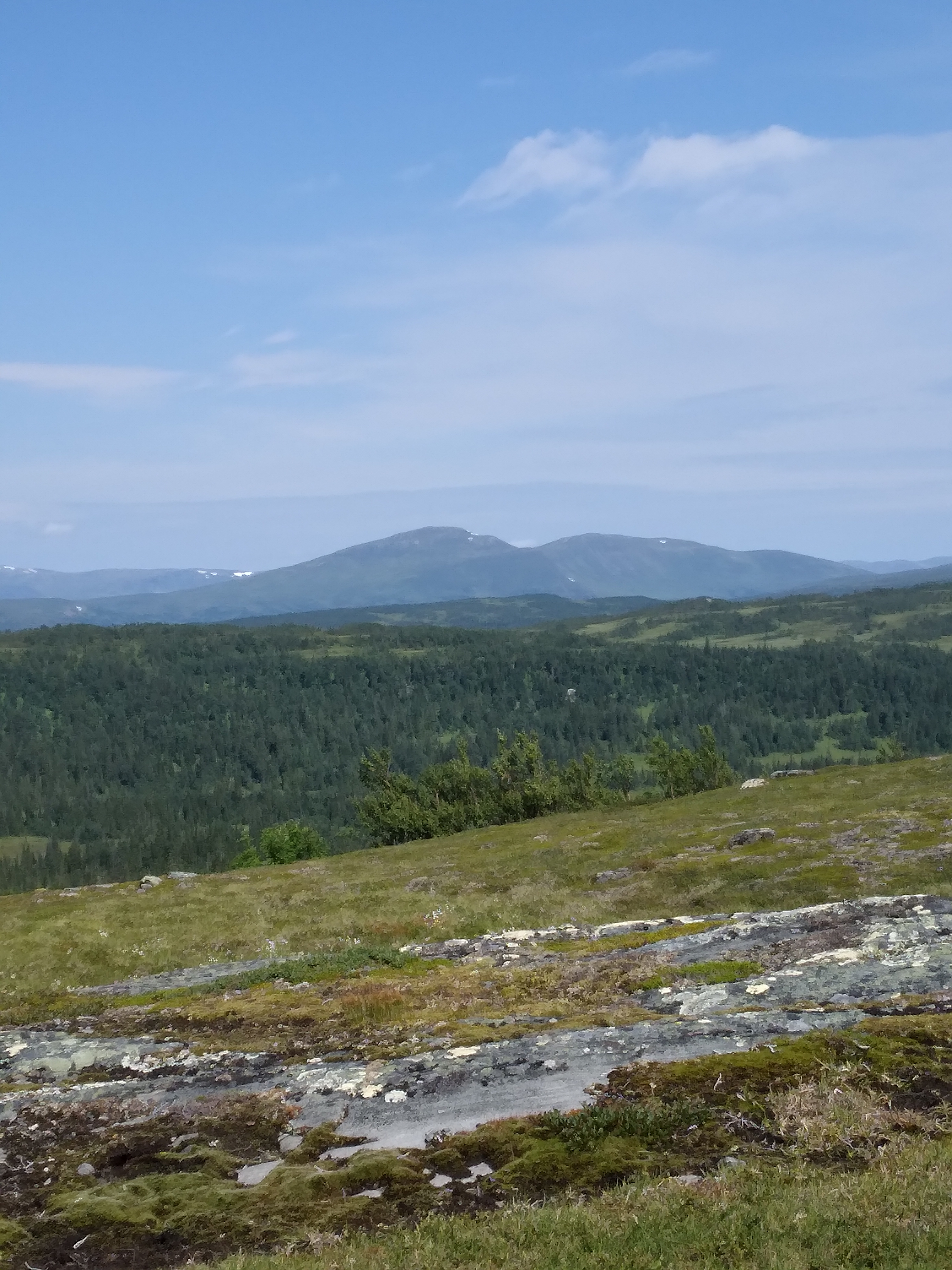
Jerikklumpen sedd från Brännklumpen

Jerikklumpen (sydsamiska Väkteretjahke) är ett fjäll i Frostvikens socken, Strömsunds kommun, Jämtlands län. Fjället har fem toppar, och två av dem ligger belägna i Jougdadalens naturreservat: Huvudtoppen, 1152 m.ö.h. samt tre andra toppar (1114, 1014 respektive 1013 m.ö.h.).